# La ballata dell'uomo in più
La ballata dell'uomo in più è una canzone scritta da Gaetano Amendola per le parole e da Peppino Gagliardi per la musica.
La canzone parla di un giovane che cercava l'amore ma andò in guerra dove perse la vita.
Il brano era stato pubblicato nel 45 giri La ballata dell'uomo in più/Passerà e sempre nello stesso anno fu inserita nell'album Un anno...tante storie d'amore.